# Toyota bZ
Toyota bZ series (beyond Zero) — суббренд японской компании Toyota по производству электромобилей (BEV).

## Описание
Суббренд Toyota bZ был представлен 15 апреля 2021 года параллельно с концептом bZ4X. Серия bZ является частью плана Toyota по представлению 15 моделей аккумуляторных электромобилей к 2025 году, семь из которых относятся к серии bZ. Автомобили Toyota bZ базируются на платформе e-TNGA, разработанной совместно с Subaru.
По словам компании Toyota, название «beyond Zero» призвано передать желание предоставить клиентам ценность, которая выходит за рамки простого «нулевого уровня выбросов». В основном, автомобили Toyota bZ продаются на китайском, североамериканском и европейском рынках, где растёт спрос на электромобили.
Первая модель, bZ4X, производится в Японии и Китае и продаётся с середины 2022 года. Вторая модель, получившая название bZ3, была представлена в октябре 2022 года, а её продажи начались в 2023 году. Автомобиль разработан совместно с BYD Auto в рамках совместного предприятия BYD Toyota EV Technology (BTET).

## Модельный ряд

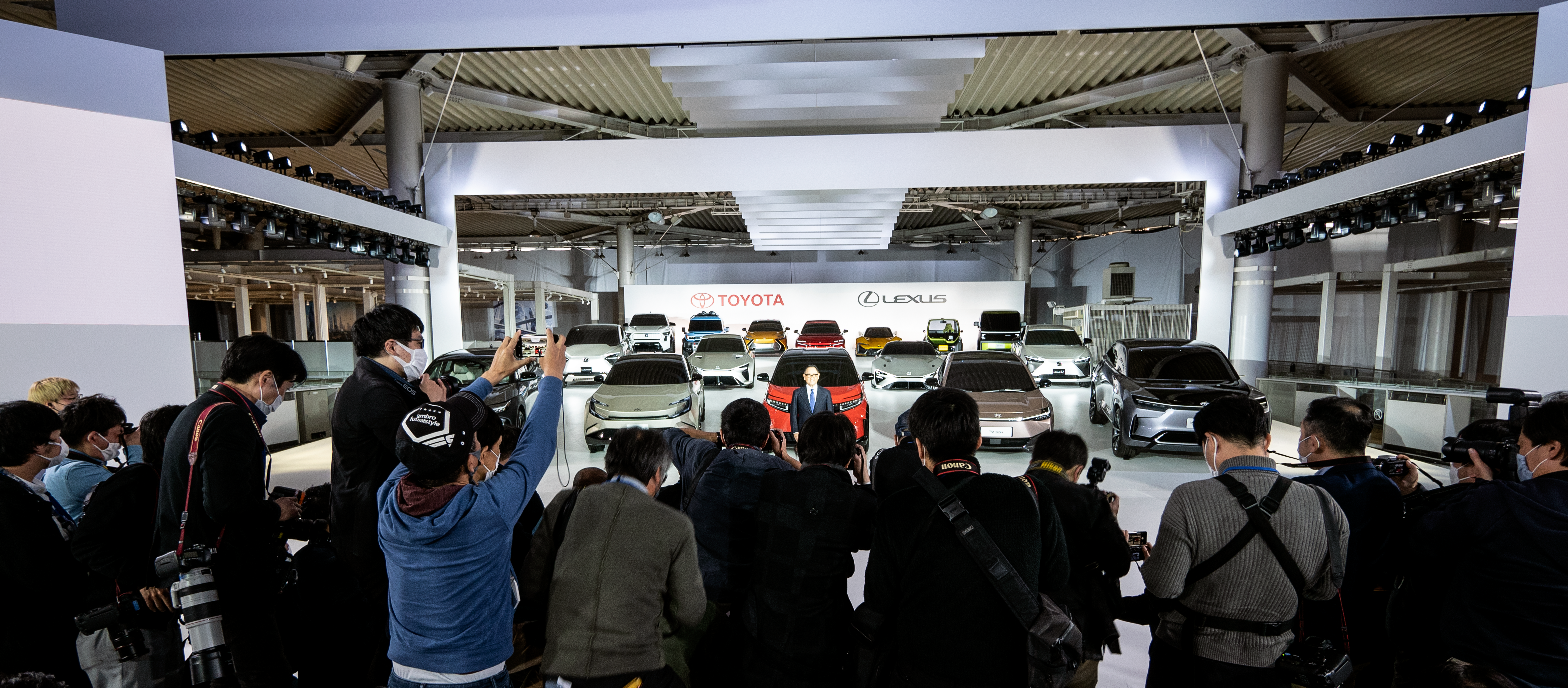
Акио Тойода демонстрирует прототипы 15 электромобилей во время брифинга Toyota по стратегиям BEV, декабрь 2021 года

- Toyota bZ4X (2022 — настоящее время)[5]
- Toyota bZ3 (2023 — настоящее время); продаётся только в Китае
- Toyota bZ5 (2025); продаётся только в Китае
- Toyota bZ3X (2024); продаётся только в Китае[6]
- Toyota bZ5X (2026)
- Toyota bZ7 (2025)[7]

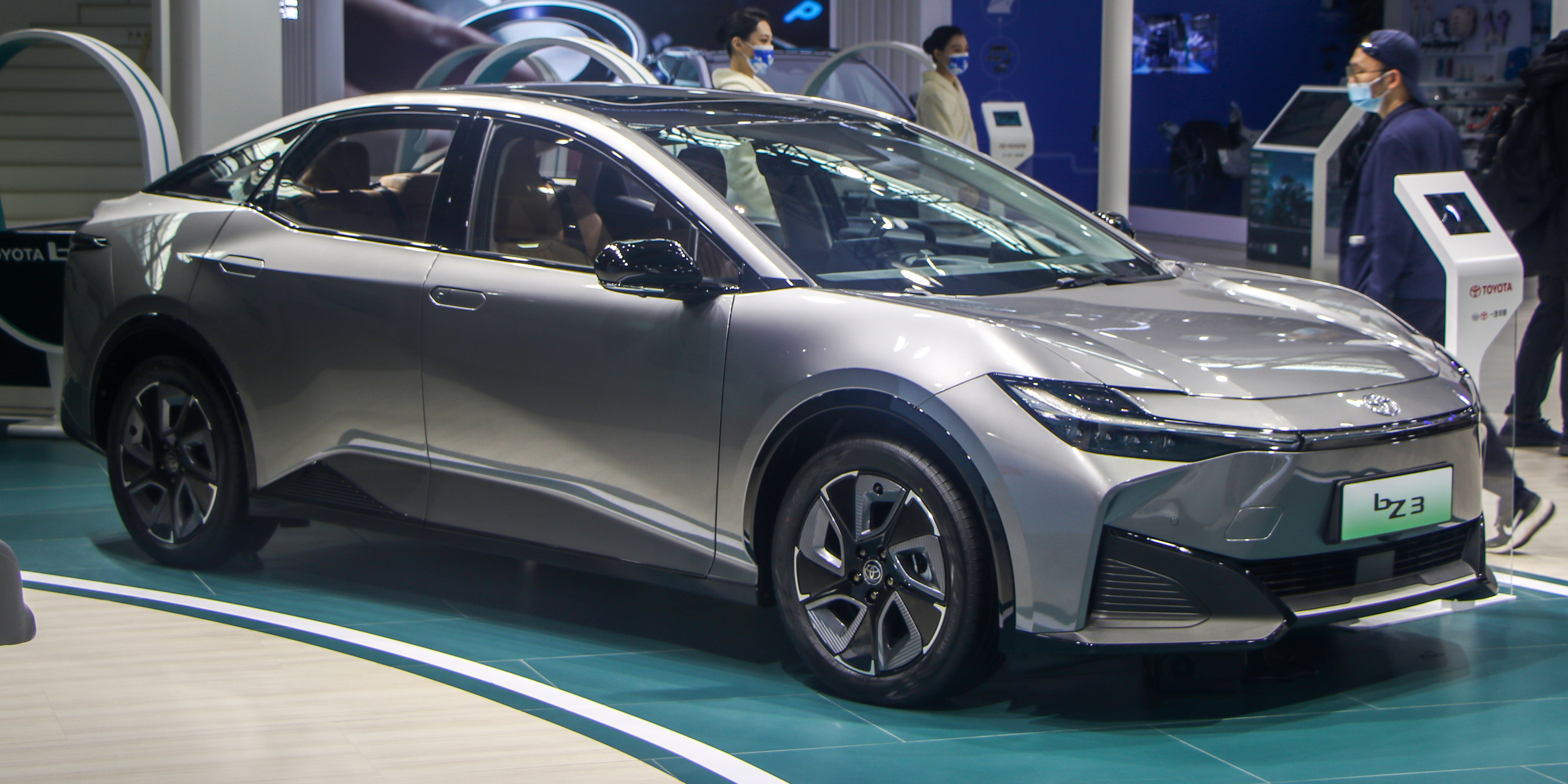
Toyota bZ3
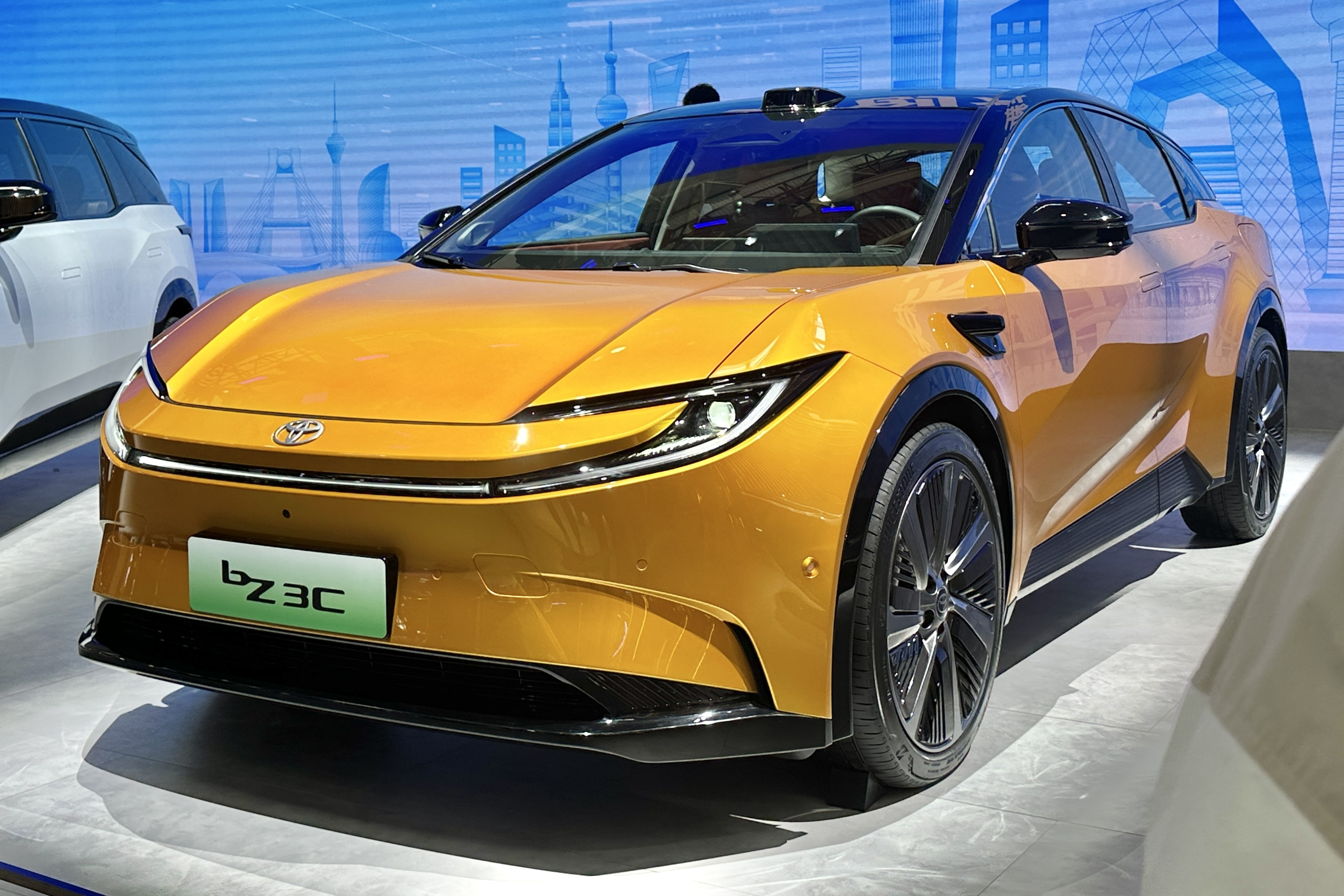
Toyota bZ5
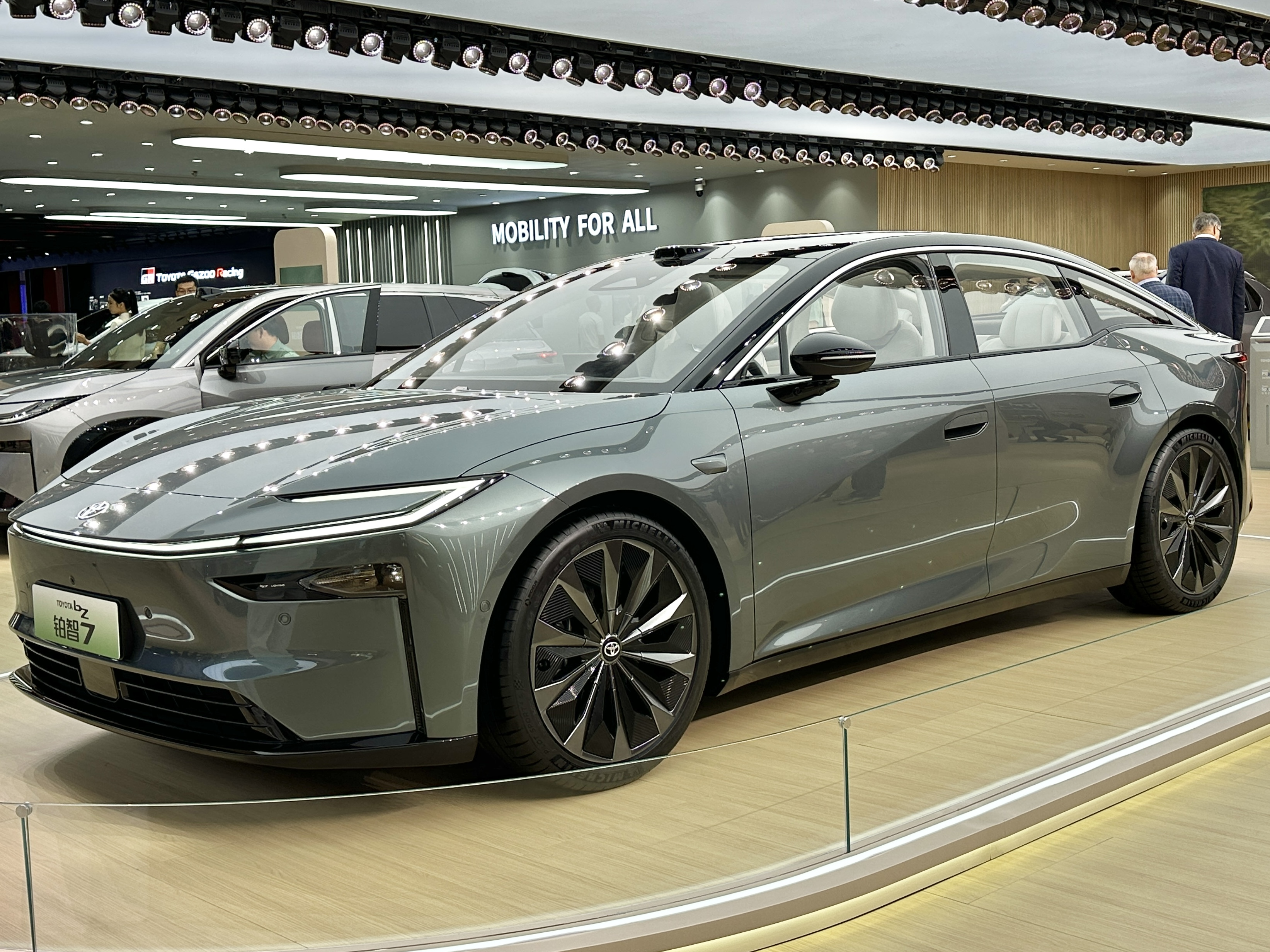
Toyota bZ7
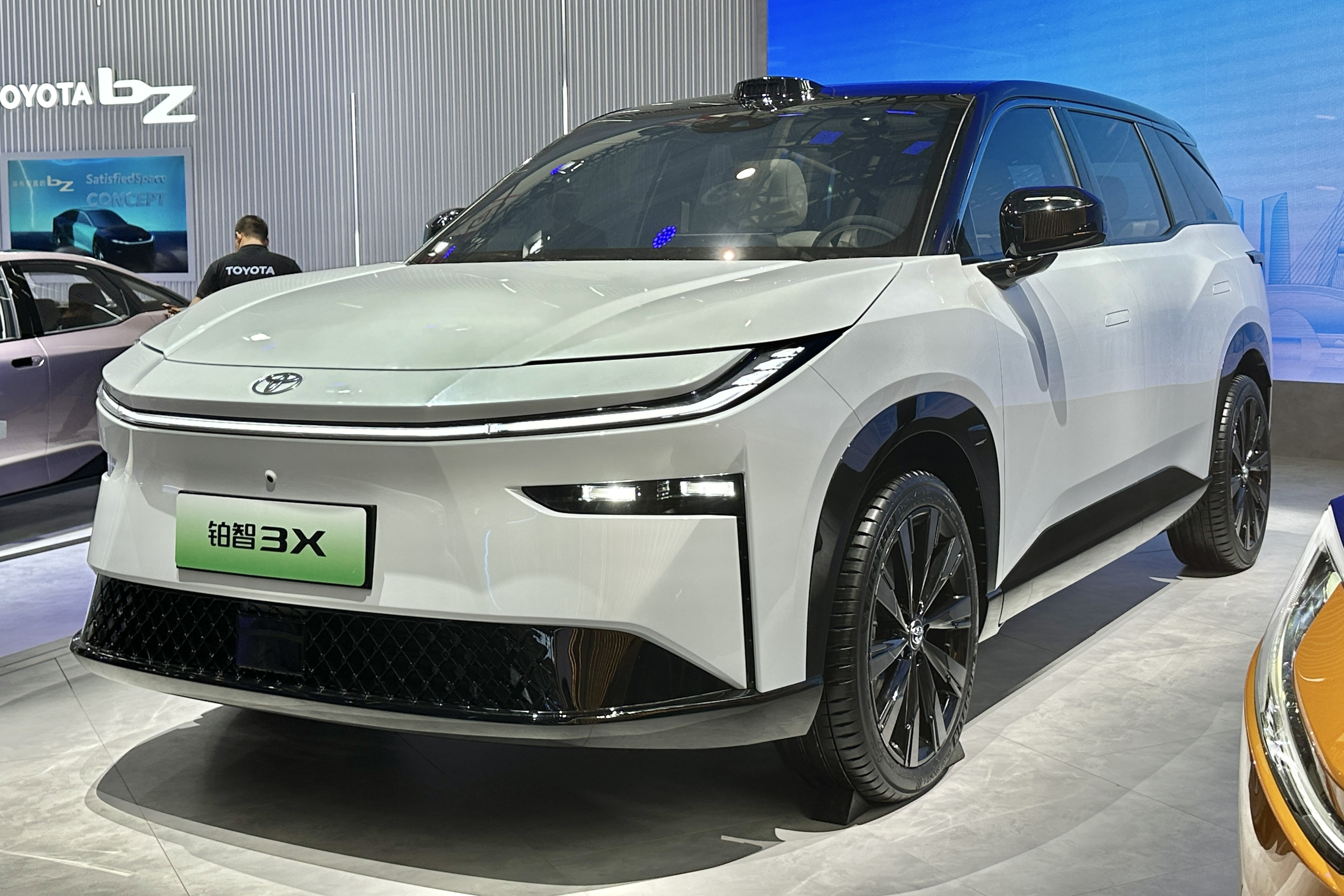
Toyota bZ3X
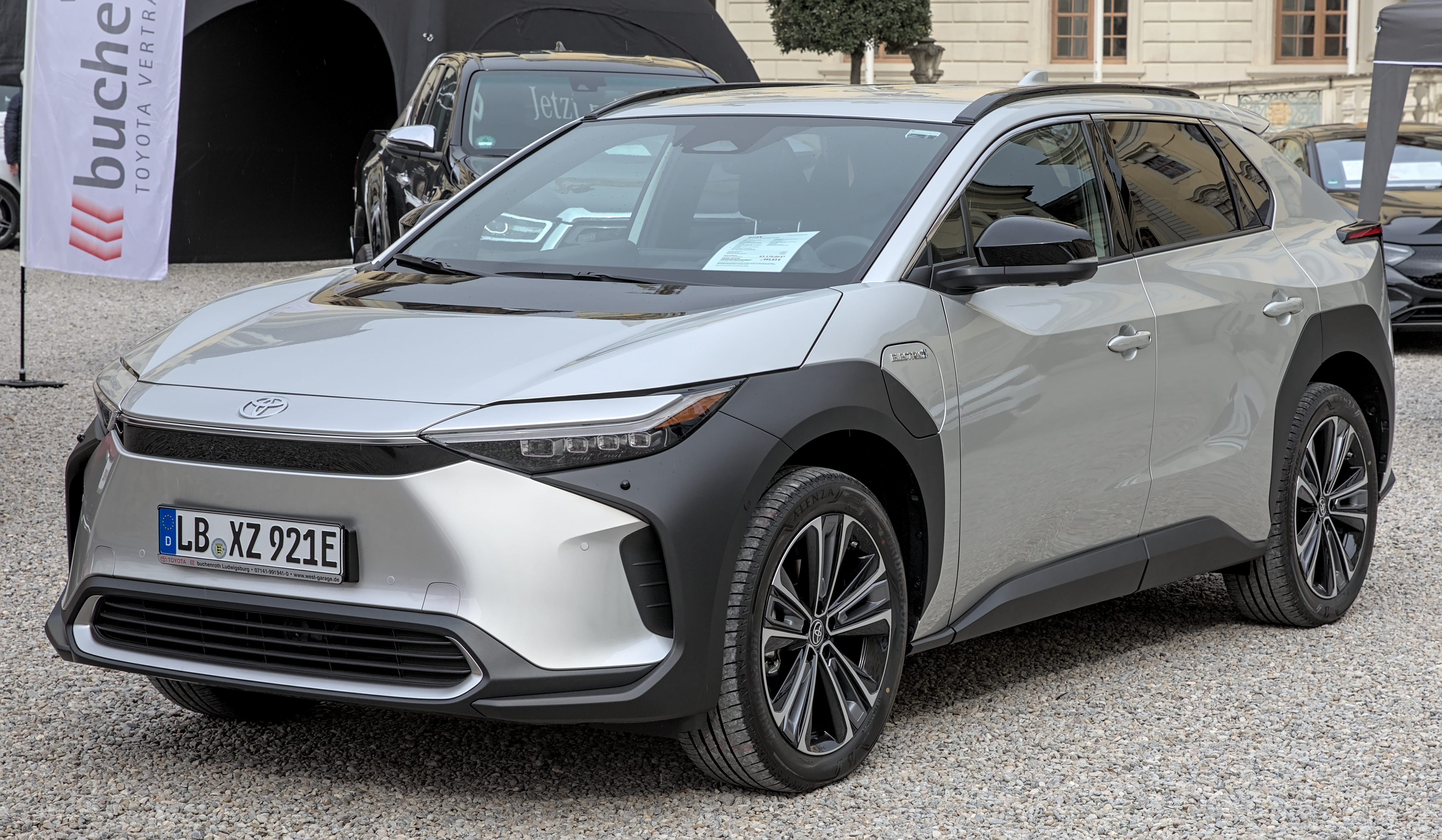
Toyota bZ4X